# Дандре, Борис Львович
Борис Львович Дандре (13 ноября 1888, Санкт-Петербург — декабрь 1964, Трубчевск, Брянская область) — русский и советский морской офицер, лейтенант Императорского Балтийского флота. Участник Гражданской войны в России. В РККФ — начальник штаба, позднее командующий Азовской военной флотилией красных (декабрь 1920 — апрель 1921), последняя должность в РККФ — начальник Службы наблюдения и связи Морских сил Чёрного моря. Репрессирован.

## Биография

### Происхождение, семья и детство
Родился Борис 12 ноября 1888 года в Санкт-Петербурге в дворянской семье Льва Эмильевича Дандре (1859—1939), надворного советника, бывшего офицера лейб-гвардии Павловского полка и Марии Филимоновны Пестич. Его прадед — маркиз Жан д ̀Андре, племянник министра полиции Франции, эмигрировал в Россию в 1806 году. Потомки получили потомственное русское дворянство и фамилию Дандре.
Отец Лев Эмильевич окончил Академию Генерального штаба и Военно-юридическую академию. В отставке — управляющий делами Правительственной Канцелярии Управления по сооружению Транссибирской железной дороги, занимался вопросами юридического сопровождения. Основал в 1911 году Бережковский лесопильный завод товарищества «Дандре и Корбо» в Костромской губернии. После революции эмигрировал и предположительно умер в Риге в конце 1939 года. Мать, Мария Филимоновна, дочь генерала корпуса морской артиллерии Ф. В. Пестича (1821—1894), героя обороны Севастополя. У Бориса были старшая сестра Нина и два брата — Константин и Георгий.
До 11 лет был на домашнем обучении, затем поступил в частное реальное училище Н. В. Богинского в Петербурге. После трехлетнего курса сдал экзамены в Морской кадетский корпус.

### Служба в Императорском флоте
Поступил в Морской корпус в 1904 году. Проходил практику на крейсере «Аврора», совершив плавание в 1907 году в Киль. Корабельный гардемарин с 6 мая.1909, участвовал в походе отряда крейсеров «Богатырь», «Аврора», «Диана» с августа 1909 по апрель 1910 года по маршруту (Либава — Плимут — Виго — Бизерта — Неаполь — Тулон — Алжир — Крит — Киль — Кронштадт). С весны 1910 по зиму 1918 года Б. Л. Дандре проходил службу в 1-й Балтийском экипаже. Мичман 18.04.1910, штурманский офицер 2-го разряда 08.06.1913, лейтенант 06.12.1913. В 1913 году совершил поход в Средиземное море (Дувр — Мадейра — Бизерта — Гибралтар — Либава). Службу он проходил на канлодке «Кореец», учебных суднах «Петр Великий» и «Океан», миноносце № 140, заградителе «Волга», подводных лодках Е8 и «Тигр» и на линкоре «Император Павел I».
С началом Первой мировой войны привлекался в штаб Балтийского флота благодаря знанию английского, немецкого и французского языков. Ещё во время походов в Средиземное море он был переводчиком на официальных приемах. Имел личное знакомство с руководителями Морского ведомства и штаба Балтийского флота, такими, как Н. О. фон Эссен и А. И. Непенин (командующие Балтийским флотом), капитаны Л. Б. Кербер, А. В. Колчак, Н. И. Небогатов, Н. И. Паттон, А. К. Небольсин, З. П. Рожественский (начштаба Морского флота), И. К. Григорович (морской министр) и многих других, характеристики которых содержатся в его воспоминаниях. Кроме дежурства в качестве переводчика в оперативном отделе штаба, Б. Л. Дандре, участвовал в боевых операциях флота. В 1914—1915 годах выходил на подводных лодках «Тигр», Е8 и линкоре «Император Павел I». В 1916 году назначен командиром сторожевого судна «Ворон» с направлением в Рижский залив, где оно осуществляло постановку минных заграждений и несло дозор у контрольных сетей минной позиции. Накануне Февральской революции Дандре был назначен командиром посыльного судна № 219.

### Служба в РККФ
В 1918 году принимал участие в Ледовом походе кораблей Балтийского флота из Гельсингфорса в Кронштадт. После полугодового отпуска служил до 1919 года в Главном управлении кораблестроения. 2 августа 1919 года был арестован в Москве и заключен в Бутырскую тюрьму, позднее освобожден. С ноября 1919 года на Днепровской флотилии, командир переходящей роты ДВФ, затем начальник дивизиона канлодок — старморнач группы действовавшей против банд в районе Черкассы — Екатеринослав. В 1920 году начальник штаба, в декабре 1920 — апреле 1921 годов командующий Азовской военной флотилией красных. С мая 1921 года начальник оперативного отдела штаба МСЧМ, с июля 1922 года начальник службы наблюдения и связи МСЧМ (контр-адмиральская должность).
В служебной характеристике за 1923 год, подписанной начальником Морских сил и членом Реввоенсовета МСЧМ, он был рекомендован к назначению на высшие строевые и административные должности. В аттестациях его характеризовали как энергичного, решительного, хорошо разбирающегося в обстановке, инициативного, с организаторскими способностями, развитого, начитанного, активно работающего в Военно-морском научном обществе офицера.
Дандре подружился по службе в штабе МСЧМ с И. С. Исаковым (впоследствии адмирал флота Советского Союза), В. П. Боголеповым (впоследствии контр-адмирал) и Н. Н. Горским (писатель, автор книги «Тайны океана»).

### Репрессии и реабилитация
В ходе чисток органами ОГПУ командного состава Балтийского и Черноморского флота арестован 24 мая 1926 года, 25 июня 1926 года был уволен от службы. В постановлении на арест указывалось, что «начальник связи МСЧМ Дандре Борис Львович в достаточной степени изобличается в деяниях, предусмотренных 60, 108 ст.ст. УК …, подлежит преданию суду, должен понести суровое наказание, от занимаемой должности отстранить немедленно, о чём поставить в известность РВС ЧФ». Приговорен по статье 60 (участие в контрреволюционной организации), и статье 120 (совершение обманных действий с целью возбуждения суеверия в массах населения), по другим данным статья 108 (халатное отношение к службе) к 3 годам лагеря и 6 октября отправлен в Соловецкий лагерь особого назначения. В апреле 1928 года юридический отдел Помполита сообщал его жене, что к нему амнистия не применима. 
До 1929 года в отбывал наказание в Соловецких лагерях, затем в ссылке в Омской области, работал на метеостанциях и в лесхозе. Его семья погибла от голода в блокаде Ленинграда. С конца 1947 года проживал в городе Трубчевске Брянской области, работал метеорологом и учителем рисования в 1-й средней школе. Осенью 1959 года получил извещение Военной коллегии ВС СССР о реабилитации по делу 1926 года в связи с отсутствием состава преступления. В 1960-е годы друзья помогали ему вести переписку с редакциями журналов и газет, для публикации воспоминаний. Но ни их содействие, ни содействие писателя К. Симонова не помогли. Воспоминания не опубликованы до сих пор.
Умер он в декабре 1964 года.
После смерти в 1964 году его архив хранился у Н. Н. Горского, а затем был передан в ЦГА ВМФ.

## Награды
Орден Св. Станислава и Св. Анны 3 ст. с мечами и бантом, орден Св. Анны 4-й ст. с надписью «За храбрость».

## Семья
Жена — Лидия Густавовна, дочь — Валентина Борисовна, умерли от голода в декабре 1941 года в блокадном Ленинграде.